# 贝塞拉库尔
贝塞拉库尔（法語：Bessey-la-Cour，法語發音：[bɛsɛ la kuʁ]）是法国科多尔省的一个市镇，属于博讷区。

## 地理
贝塞拉库尔（47°5'53"N, 4°36'49"E）面积4.59 平方千米，位于法国勃艮第-弗朗什-孔泰大區科多尔省，该省份为法国中东部省份，北起奥布省，西接涅夫勒省和约讷省，南至索恩-卢瓦尔省，东南接汝拉省，东临上索恩省，东北部与上马恩省接壤。
与贝塞拉库尔接壤的市镇（或旧市镇、城区）包括：欧克桑、托米雷、韦伊、维克代普雷、埃屈蒂尼。

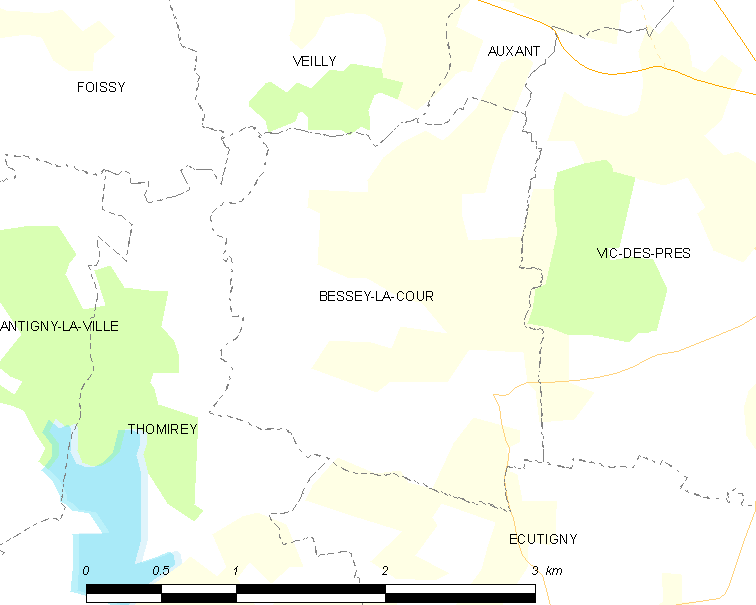
贝塞拉库尔的OSM定位图

贝塞拉库尔的时区为UTC+01:00、UTC+02:00（夏令时）。

## 行政
贝塞拉库尔的邮政编码为21360，INSEE市镇编码为21066。

## 政治
贝塞拉库尔所属的省级选区为阿尔奈勒迪克县。

## 人口

1962-2008年间贝塞拉库尔人口变化图示

贝塞拉库尔于2022年1月1日时的人口数量为54人。